# ...Baby One More Time (single)
...Baby One More Time is de debuutsingle van zangeres Britney Spears van het gelijknamige album. De single is in Nederland uitgebracht op 6 februari 1999, in de Verenigde Staten was dat al in 1998 gebeurd.

## Het nummer
Het nummer is geschreven door producer Max Martin onder sterke muzikale invloed van nummers van ABBA. Het was oorspronkelijk bedoeld voor de groep TLC, die het afwees. Het nummer gaat over dat Britney er spijt van heeft dat ze haar vorige relatie beëindigde.

### Single
- De Europese versie:

1. ...Baby One More Time [3:30]
2. ...Baby One More Time [Instrumental] [3:30]
3. Bonus Track: Autumn Goodbye [3:41] of Baby One More Time [Davidson Ospina Club Mix] [5:40]

- De Australische versie:

1. ...Baby One More Time [3:30]
2. ...Baby One More Time [Instrumental] [3:30]
3. Autumn Goodbye [3:41]
4. ...Baby One More Time [Davidson Ospina Club Mix]  [5:40]

- De Amerikaanse versie

A-kant
1. ...Baby One More Time [Davidson Ospina Club Mix] [5:40]
2. ...Baby One More Time [Davidson Ospina Chronicles Dub] [8:40]
3. ...Baby One More Time [LP Version] [3:17]

B-kant
1. ...Baby One More Time [Sharp Platinum Vocal Mix] [8:11]
2. ...Baby One More Time [Sharp Trade Dub] [6:31]

### Covers
Mensen die het nummer gecoverd hebben:
- Fountains of Wayne
- Richard Thompson
- Bowling for Soup
- Travis
- Brainshake
- The Van Jets
- Ed Sheeran
- Tenacious D

## Videoclip
Oorspronkelijk was er een ander plan voor de videoclip, maar Spears wilde dat het in een school zou afspelen. Het is opgenomen in Venice High School in Californië in de Verenigde Staten. In het begin van de videoclip verveelt Britney zich en wacht ze tot de bel gaat. Als de bel eindelijk gaat, stapt ze het lokaal uit en begint spontaan te dansen met een aantal achtergrond danser(e)s(sen) in een schooluniform op de gang. In een volgende scène danst ze op het schoolplein, Britney is daar onder andere ook te zien in een blauwe auto. Vervolgens, bij de brug, danst Spears weer, maar dan in de gymzaal, waar ook haar vorige vriendje (met wie het nu uit is in het liedje) te zien is. Aan het eind van de clip gaat de bel weer en rent iedereen de gymzaal uit.

## Prijzen
Voor dit lied heeft Britney de volgende prijzen ontvangen of is er genomineerd voor geweest:
| Jaar | Prijsshow                      | Prijs                             | Resultaat   |
| ---- | ------------------------------ | --------------------------------- | ----------- |
| 1999 | Teen Choice Awards             | Choice Single                     | Gewonnen    |
| 1999 | MTV Video Music Awards         | Best Female Video                 | Genomineerd |
| 1999 | MTV Video Music Awards         | Best Pop Video                    | Genomineerd |
| 1999 | MTV Video Music Awards         | Best New Artist                   | Genomineerd |
| 1999 | M6/Mellier Premier Clip Awards | Best Music Video                  | Gewonnen    |
| 1999 | MTV Europe Music Awards        | Best Song                         | Gewonnen    |
| 2000 | Grammy Awards                  | Best Female Pop Vocal Performance | Genomineerd |

## Hitlijsten
...Baby One More Time is Spears' grootste hit ooit. Wereldwijd werden er meer dan 9 miljoen single-exemplaren verkocht, 1,4 miljoen alleen al in de Verenigde Staten en 1,5 miljoen in Engeland. Internationaal stond het nummer in bijna elke hitlijst op de eerste positie. Hieronder is een tabel te zien met landen waar Britney met dit nummer een hitlijst heeft bereikt (van een aantal landen is het onbekend). In Nederland verkocht de single ruim 100.000 exemplaren, goed voor Platina (75.000). Het was in Nederland de op twee na best verkochte single van 1999.
| Hitlijst (1999)                                          | Hoogst behaalde positie |
| -------------------------------------------------------- | ----------------------- |
| Amerikaanse Billboard Hot 100                            | 1 (2 weken)             |
| Amerikaanse Billboard Hot 100 Airplay                    | 8                       |
| Amerikaanse Billboard Hot 100 Singles Sales              | 1 (4 weken)             |
| Amerikaanse Billboard Hot Dance Music/Maxi-Singles Sales | 41                      |
| Amerikaanse Billboard Top 40 Tracks                      | 3                       |
| Amerikaanse Billboard Adult Top 40                       | 25                      |
| Amerikaanse Billboard Mainstream Top 40                  | 1 (5 weken)             |
| Amerikaanse Billboard Rhythmic Top 40                    | 10                      |
| Amerikaanse - TRL Top 10 Countdown                       | 1 (2 dagen)             |
| Australische ARIA Top 50                                 | 1 (9 weken)             |
| Belgische Top 50                                         | 1 (8 weken)             |
| Canadese Billboard Top 100                               | 1 (4 weken)             |
| Franse Top 100                                           | 7                       |
| Duitse Top 100                                           | 1 (6 weken)             |
| Italiaanse Top 50                                        | 1 (1 week)              |
| Nederlandse Mega Top 100                                 | 1 (4 weken)             |
| Filipijnse Top 20                                        | 1 (8 weken)             |
| Zweeds Top 60                                            | 1 (3 weken)             |
| Zwitserse Top 100                                        | 1 (9 weken)             |
| 'Tokio Hot 100'                                          | 5                       |
| Britse Top 40                                            | 1 (2 weken)             |
| World Chart Show                                         | 1 (8 weken)             |

### NPO Radio 2 Top 2000
...Baby One More Time stond alleen in 2007 in de NPO Radio 2 Top 2000, op plek 1895.